# Tore Rääf
Tore Gustaf Arne Rääf, född den 27 november 1915 i Örebro, död den 6 november 2001 i Stockholm, var en svensk militär.
Rääf avlade studentexamen i Linköping 1934 och officersexamen 1937. Han blev löjtnant vid Bodens artilleriregemente 1939 och kapten där 1945, vid generalstabskåren 1949, vid Wendes artilleriregemente 1953. Rääf genomgick Krigshögskolan 1944–1946 och Försvarshögskolan 1967. Han var generalstabsofficer i arméstaben, militärbefälhavarstab och försvarsstaben 1948–1953, stabschef vid artilleriavdelningen 1955–1957 och lärare vid  Krigshögskolan 1957–1959. Rääf befordrades till major vid Gotlands artillerikår 1955, vid generalstabskåren 1958, till överstelöjtnant vid Wendes artilleriregemente 1959, vid generalstabskåren 1962, till överste vid generalstabskåren 1963 och till överste av första graden 1972. Han var linjechef vid Militärhögskolan 1962–1966, chef för Svea artilleriregemente 1966–1968 och inspektör för artilleriet 1968–1976. Rääf var slottsfogde vid Ulriksdals och Haga slott 1977–1985. Han blev riddare av Svärdsorden 1955, kommendör av samma orden 1967 och kommendör av första klassen 1970. Rääf tilldelades Hans Majestät Konungens medalj av åttonde storleken i Serafimerordens band 1986.